# 파리의 미국인

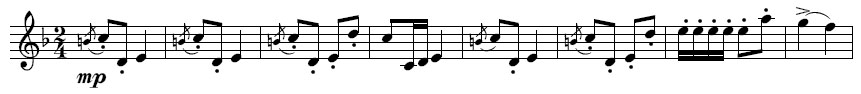
파리의 미국인의 테마

《파리의 미국인》(영어: An American in Paris)은 미국의 작곡가 조지 거슈윈이 1928년에 작곡된 교향시이다.

## 개요
거슈윈이 파리에서 보낸 시간이 영감이 되었으며, 1920년대 파리의 모습과 에너지를 떠오르게 한다. 뉴욕 필하모닉의 주문으로 작곡하였으며, 거슈윈의 뮤지컬 곡들과는 달리 그가 직접 오케스트레이션을 하였다. 기존 교향악단의 악기 외로 첼레스타, 색소폰과 자동차 경적이 들어간다. 1928년 12월 13일 뉴욕에서 한 초연에서는 거슈윈이 파리에서 직접 가져온 택시 경적이 이용되었다.

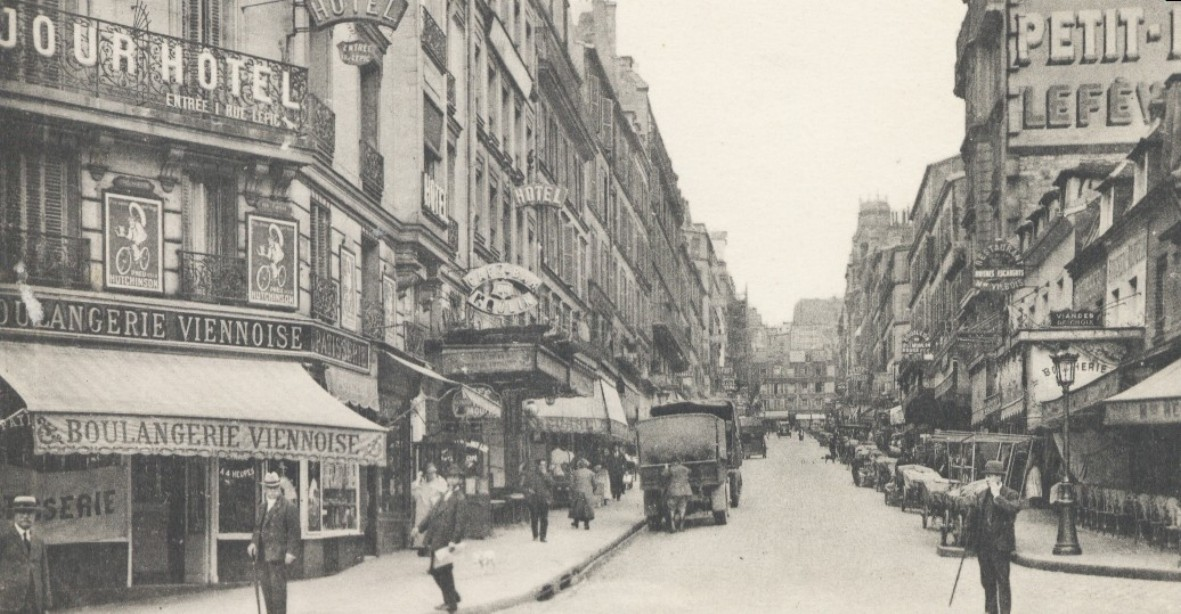
1920년대의 파리

## 악기 편성
- 목관악기: 플루트3, 오보에2, 잉글리시 호른, 클라리넷(B♭)2, 베이스 클라리넷(B♭), 바순2, 알토 색소폰/소프라노 색소폰, 테너 색소폰/소프라노 색소폰/알토 색소폰, 바리톤 색소폰/소프라노 색소폰/알토 색소폰
- 금관악기: 호른(F)4, 트럼펫(B♭)3, 트롬본3, 튜바
- 타악기: 팀파니, 실로폰, 글로켄슈필, 작은북, 큰북, 트라이앵글, 우드블록, 심벌즈, 톰톰(고음&저음)
- 건반악기: 첼레스타
- 그 외: 라(A), 시(B), 도(C), 레(D) 음에 가까운 택시 경적
- 현악 5부